# Bataille de Kloster Kampen
Guerre de Sept Ans
Batailles
- Minorque (navale) (1756)
- Pirna (1756)
- Lobositz (1756)
- Reichenberg (1757)
- Prague (1757)
- Kolin (1757)
- Hastenbeck (1757)
- Gross-Jägersdorf (1757)
- Moys (1757)
- Rochefort (1757)
- Rossbach (1757)
- Breslau (1757)
- Leuthen (1757)
- Carthagène (navale) (1758)
- Olomouc (1758)
- Saint-Malo (1758)
- Rheinberg (1758)
- Krefeld (1758)
- Domstadl (1758)
- Cherbourg (1758)
- Zorndorf (1758)
- Saint-Cast (1758)
- Tornow (1758)
- Lutzelberg (1758)
- Hochkirch (1758)
- Bergen (1759)
- Kay (1759)
- Minden (1759)
- Kunersdorf (1759)
- Neuwarp (navale) (1759)
- Hoyerswerda (1759)
- Baie de Quiberon (navale) (1759)
- Maxen (1759)
- Meissen (1759)
- Glatz (1760)
- Landshut (1760)
- Corbach (1760)
- Emsdorf (1760)
- Dresde (1760)
- Warburg (1760)
- Liegnitz (1760)
- Rhadern (1760)
- Berlin (1760)
- Kloster Kampen (1760)
- Torgau (1760)
- Belle-Île (1761)
- Langensalza (1761)
- Cassel (1761)
- Grünberg (1761)
- Villinghausen (1761)
- Ölper (1761)
- Kolberg (1761)
- Wilhelmsthal (1762)
- Burkersdorf (1762)
- Lutterberg (1762)
- Reichenbach (1762)
- Almeida (1762)
- Valencia de Alcántara (1762)
- Nauheim (1762)
- Vila Velha de Ródão (1762)
- Cassel (1762)
- Freiberg (1762)

- Jumonville Glen (1754)
- Fort Necessity (1754)
- Fort Beauséjour (1755)
- 8 juin 1755
- Monongahela (1755)
- Petitcoudiac (1755)
- Lac George (1755)
- Fort Bull (1756)
- Fort Oswego (1756)
- Kittanning (1756)
- En raquettes (1757)
- Pointe du Jour du Sabbat (1757)
- Fort William Henry (1757)
- German Flatts (1757)
- Lac Saint-Sacrement (1758)
- Louisbourg (1758)
- Le Cran (1758)
- Fort Carillon (1758)
- Fort Frontenac (1758)
- Fort Duquesne (1758)
- Fort Ligonier (1758)
- Québec (1759)
- Fort Niagara (1759)
- Beauport (1759)
- Plaines d'Abraham (1759)
- Sainte-Foy (1760)
- Neuville (1760)
- Ristigouche (navale) (1760)
- Mille-Îles (1760)
- Signal Hill (1762)

- Cap-Français (1757)
- Martinique (1759)
- Guadeloupe (1759)
- Dominique (1761)
- Martinique (1762)
- Cuba (1762)

- Chandernagor (1757)
- Plassey (1757)
- Gondelour (1758)
- Négapatam (navale) (1758)
- Condore (1758)
- Madras (1758)
- Pondichéry (navale) (1759)
- Masulipatam (1759)
- Chinsurah (1758)
- Wandiwash (1760)
- Pondichéry (1760-1761)
- Manille (1762)

- Saint-Louis (1758)
- Gorée (1758)
- Gambie

La bataille de Kloster Kampen (ou Clostercamp selon l'orthographe fluctuante de l'époque) est une victoire tactique de la France sur les Alliés lors de la guerre de Sept Ans. La bataille commence le 15 octobre 1760 et finit le 16 octobre 1760.

## Prélude

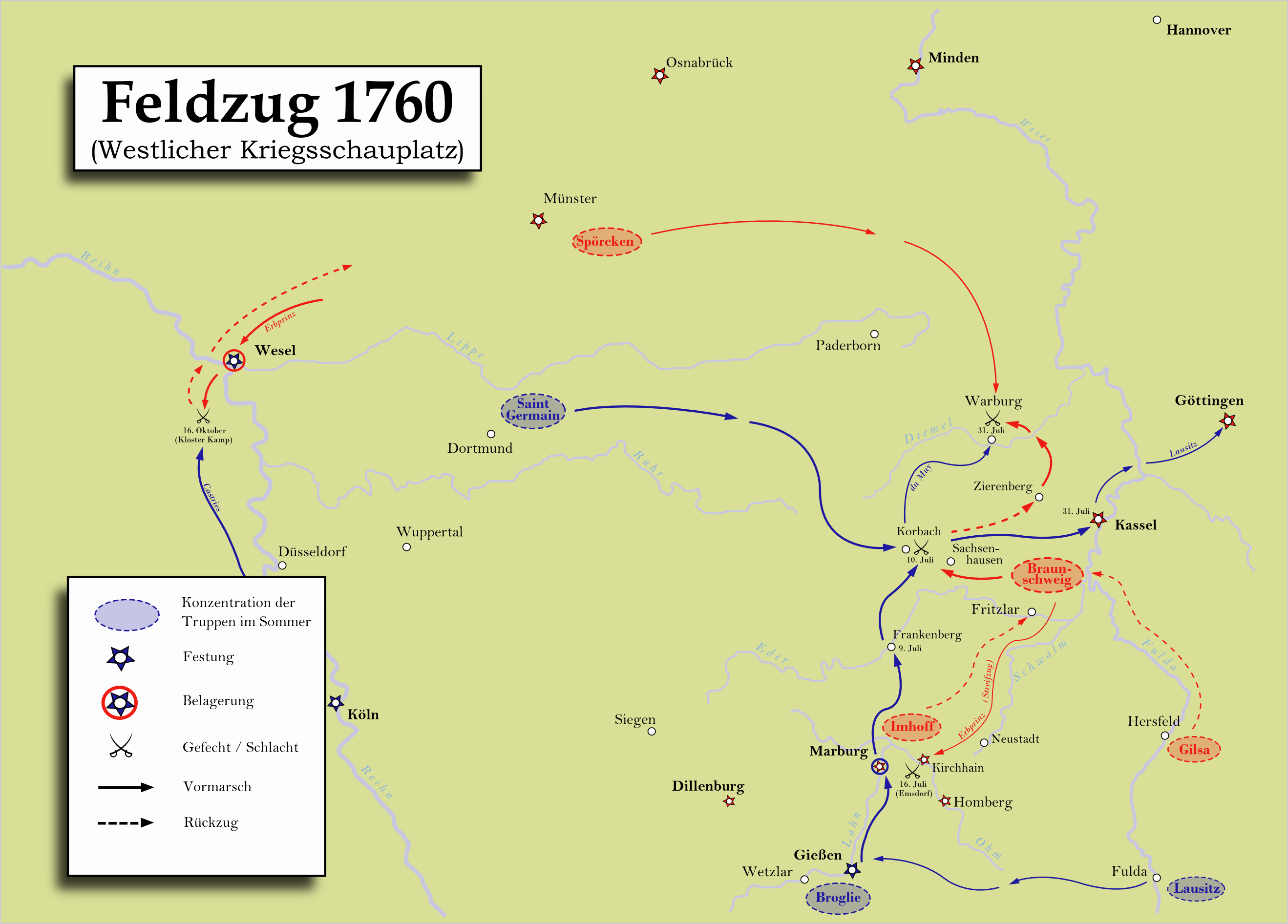
En bleu les mouvements français.

Au cours de l'automne 1760, l'archiduc Ferdinand de Brunswick, le commandant de l'armée alliée, menace Hanovre, occupée par la France. Pour créer une diversion, il attire 20 000 soldats français plus à l'ouest. Le commandement français se prépare à défendre la ville de Wesel, sur la rive orientale du Rhin, et décide de brûler les ponts à proximité de l'embouchure de la Lippe. Le marquis de Charles de Castries vient précipitamment renforcer la garnison locale.
Le prince de Brunswick entame alors le siège de Wesel avec la création de deux ponts de bateaux. Il se résout à une bataille contre l'armée du marquis de Castries dans le Kloster Kampen à l'ouest de la rivière. Le général George Augustus Eliott commande l'avant-garde constituée de deux escadrons de hussards prussiens, des Royal Dragoons, des Inniskilling Dragoons et des 87e et 88e Highlanders. Les cavaleries hessoise et hanovrienne doivent constituer la réserve.

## La bataille
La bataille commence au milieu de la nuit, lorsque l'avant-garde alliée repousse les Français de Kloster Kampen et prend le pont sur le canal. Le son de la bataille prévient le gros de l'armée française du début de l'offensive adverse. L'aube s'est alors levée alors que les Britanniques et les Prussiens s'apprêtent à passer à l'attaque. Les régiments de Highlanders se mettent alors à déborder les ailes françaises, ce qui oblige les Français à se replier.
En danger, le marquis de Castries décide de faire entrer dans la bataille ses réserves, qui rallient les régiments en retraite. Il lance alors une contre-offensive contre l'infanterie alliée. L'attaque française surprend Britanniques et Prussiens, dont les régiments se désorganisent et doivent alors se replier de l'autre côté du canal. Malgré la mise en branle par le prince de Brunswick de ses réserves, celles-ci, trop éloignées du champ de bataille, ne peuvent arrêter la contre-offensive française.
À l'extrémité ouest du canal, Elliot conduit trois régiments de cavalerie britannique dans une charge et provoque la confusion dans les rangs français. Cela permet aux autres forces battant en retraite de toutes se replier sur l'autre rive sans trop de dommages. Cependant, le prince de Brunswick, conscient que la victoire lui a échappé, réorganise ses troupes et se replie en direction du Rhin. À son arrivée, il constate que les ponts flottants qu'il avait établis ont été détruits, et la traversée durera deux jours, mais heureusement pour lui et ses hommes, le marquis de Castries n'avait pas ordonné la poursuite.

### Le chevalier d'Assas
C'est au cours de la nuit de cette bataille que périt le chevalier d'Assas capitaine en second de la compagnie des chasseurs d'Auvergne, qui était sous les ordres du capitaine commandant le chevalier Jean de Spens. C'est à tort que l'on attribue au chevalier d'Assas la célèbre phrase : « À moi, Auvergne, c'est l'ennemi ! ». Elle est prononcée par un caporal des chasseurs dénommé Dubois. Néanmoins, une pension de mille livres est donnée à la famille du chevalier d'Assas.
Le régiment d'Auvergne était sous les ordres du comte de Rochambeau, colonel, du chevalier du Moulin de Labarthète, lieutenant-colonel, assistés de quatre capitaines commandants : les deux frères de Spens (François, aux grenadiers et Jean, aux chasseurs), Laborie et Castaignos (qui fit prisonnier le capitaine anglais Pool, commandant du régiment de grenadiers britanniques).
À cette bataille, le régiment d'Auvergne perd huit cents soldats et a cinquante-huit officiers tués ou blessés dont ses colonel, lieutenant-colonel et capitaines commandant. À la compagnie des chasseurs, seuls sept soldats et son capitaine commandant survivent.

## Épilogue
Les Français, malgré les lourdes pertes, ont une victoire décisive puisque leurs ennemis quittent le terrain et abandonnent la manœuvre de diversion.

### Sources et bibliographie
- Archives de l'Armée à Vincennes : registre du régiment d'Auvergne, registres du régiment de la couronne et dossier individuel de Jean de Spens d'Estignols, maréchal de camps et armées du roi, dossier du chevalier d'Assas, dossier A1 3563 pièce 7 ;
- Général Pajol, Les Guerres sous Louis XV, tome 5 p. 97-98 ;
- Louis Susane, Histoire de l'ancienne infanterie française, J. Corréard, 1851
- Charles Thoumas, Le Livre du soldat : vertus guerrières, Berger-Levrault & Cie, 1891, Paris/Nancy ;
- Lamy, ancien soldat au régiment : Précis historique sur le régiment d'Auvergne, précédé d'une épître aux mânes du brave chevalier d'Assas publié à Clostercamp en 1783.